# Universidad de las Artes de Cuba
La Universidad de las Artes es una universidad fundada el 29 de julio de 1976. Mantiene el acrónico de ISA, Instituto Superior de Arte, nombre inicial de esta institución educativa.  La sede central está en La Habana, Cuba y tiene filiales en Camagüey, Holguín y Santiago de Cuba.Fundada  el 29 de julio de 1976 abrió sus puertas el 1 de septiembre de 1976. En sus facultades hay formación sobre música, danza (contemporánea y folclórica), arte teatral, artes visuales, medios de comunicación audiovisual y conservación del patrimonio nacional.Rector desde 2023 es Rolando Valentín Ortega Álvarez.

## Historia
La Universidad de las Artes fue creada inicialmente con el nombre de Instituto Superior de Arte (ISA) el 29 de julio de 1976 para avanzar en la enseñanza universitaria de las artes en Cuba tras la fundación, en 1962, de la Escuela Nacional de Arte (ENA).
El rector fundador fue el profesor cubano Mario Rodríguez Alemán. Inicialmente, el Instituto Superior de Arte tenía tres facultades, dedicadas a Artes Plásticas, Artes Escénicas y música, y en 1987 se incorporaron las especialidades dde Danza y Arte de los Medios de Comunicación Audiovisual, fundada en 1988-1989. Los decanos fundadores fueron el escultor hispano-cubano Enrique Moret, por Artes Visuales; el profesor Juan José Fuxá, por Artes Escénicas, y el compositor español José Ardévol, por Música.

### Arquitectura de la sede
Las edificaciones de la sede principal en La Habana se construyeron entre 1960 y 1965. Los arquitectos responsables de la construcción de la universidad fueron el cubano Ricardo Porro y los italianos Vittorio Garatti y Roberto Gottardi quienes conectaron la modernidad con la tradición de la arquitectura criolla. Está emplazada en una zona donde, antes de la revolución cubana, en los años 50 estaba ubicado el Country Club, exclusivo club de golf, en la rivera del río  Quibú en Cubanacán. Con problemas financieros para terminar el proyecto de los edificios y la rehabilitación, la cooperación italiana ha participado en rehabilitación y mantenimiento. Los edificios  

## Sedes
La sede central está localizada en La Habana y tiene tres filiales en Camagüey, Holguín y Santiago de Cuba.

## Estructura
La sede central de La Habana posee 6 facultades:
- Facultad de Música. Decana: Alegna Jacomino Ruíz
- Facultad de Arte Teatral. Decano: Luis Enrique Quiñones
- Facultad de Arte Danzario. Decana: Liliam Chacón
- Facultad de Artes Visuales. Decano: Pedro Ocejo
- Facultad de Arte de los Medios de Comunicación Audiovisual. (FAMCA)[5]
- Facultad de Arte de la Conservación del Patrimonio Cultural: Decano: Daniel Torres Etayo

## Red Universitaria de las Artes (RUA)
La Universidad de las Artes  coordina la Red Universitaria de Artes (RUA), de la que forman parte una treintena de instituciones universitarias de artes de las Américas, Europa y África. Forman parte de la junta directiva universidades de Argentina, Colombia, Ecuador, Estados Unidos y México.
La universidad desarrolla diversos programas de cooperación internacional, en el ámbito regional y con la Unión Europea (Transcultura).

## Rectores
- Mario Rodríguez Alemán. Rector fundador) (1976-1977)[10] Instituto Superior del Arte
- Alexis Seijo (197-2021)
- José Ernesto Nováez Guerrero (agosto de 2021 - diciembre de 2022)[11][2]
- Rolando Valentín Ortega Álvarez (diciembre de 2022 - actual)[2]